# Archibald Hamilton
Archibald Hamilton, född 19 mars 1946, död 19 oktober 2009, var en svensk greve och affärsman.

## Biografi
Archibald Hamilton tillhörde den den grevliga ätten Hamilton nr 86. Han var son till James Malcom Gerald Fitz-Gilbert Hamilton och friherrinnan Tatiana Elisabeth Maria Rappe. Hamilton gick på Sigtunas internatskola. 1960 övertog Hamilton fideikommisset Hedensberg i Västmanland efter en släkting på fädernet. 
Hedensbergs gods såldes 2006 och ägs numera av finansmannen Jonas Wahlström.
Hamilton var en flitig privatinvesterare och hade tillsammans med sin bror Didrik Hamilton sedan 1980-talet deltagit i ett stort antal nyemissioner i småföretag, ofta nystartade. Han var i det sammanhanget en så kallad affärsängel. I affärssammanhang var han dock mer känd för att under slutet av 1990-talet ha varit den enskilda privatperson med flest antal aktier i listan över Ericssons aktieägare. Han fick då i ekonomipressen smeknamnet "Ericssongreven". Han ägde aktier i Ericsson privat och via tre bolag, Hedensbergs Godsförvaltning, Hedensbergs Kapitalförvaltning och Hamilton Invest. Dessa tre bolag begärdes i konkurs i maj 2002 på grund av att belåningen av aktierna översteg aktiernas värde. Sedermera hävdes dock konkurserna för de två sistnämnda bolagen. 
Han var från 2006 bosatt på Värmdö. Hamilton och hans fästmö och tidigare hustru Caroline Hamilton, född Wallenberg (syssling till Peter Wallenberg), ingick i kung Carl XVI Gustafs och drottning Silvias närmaste bekantskapskrets.